# Szarszal
Szarszal (także: Szerszel; arab. شرشال, fr. Cherchell, łac. Caesarea Mauretaniae, pun. Iol) – miasto w północnej Algierii, w prowincji Tibaza, ok. 24,5 tys. mieszkańców (stan z 1998) roku.

## Cezarea Mauretańska
W starożytności miasto, znane jako Cezarea Mauretańska, było stolicą królestwa Mauretanii, od 40 roku n.e. rzymskiej prowincji Mauretania. Do dziś zachowały się tam pozostałości rzymskich budowli cywilnych i sakralnych, a także domów prywatnych z mozaikami, teatru i term i stel z nekropoli punickiej. Odkryto tu także liczne rzeźby (m.in. kopie posągów Fidiasza i Alkamenesa) z kolekcji króla Juby II.